# Николс, Ларри
Ларри Николс (англ. Larry D. Nichols) — американский изобретатель. Наиболее известен благодаря созданию механической головоломки «Куб-головоломка Николса» в 1970 году (патент US3655201). Автор более десятка патентов по теме химических процессов. Работал руководителем по науке в компании Moleculon Research Corporation.

## Биография
Вырос в Зинии, штат Огайо. Окончил университет DePauw в Гринкасле, штат Индиана, где получил степень по химии в 1958 году. Затем получил докторскую степень в Harvard Graduate School в штате Массачусетс. В качестве хобби доктор Николс изобрёл примерно десяток головоломок. Он работал ведущим учёным в исследовательской корпорации в Кембридже, штат Массачусетс, где главным его изобретением стала поропластическая плёнка, изобретённая в 1973 году. Плёнка имеет механические свойства обычного пластика, но способна удерживать большие количества практически любой жидкости из-за крошечных пор. Этот материал используется при производстве лекарств и продуктов для здоровья. Также доктор Николс изобрёл для своей компании ряд других продуктов. Живёт вместе с семьёй в городе Арлингтоне, штат Массачусетс.

## Куб-головоломка Николса
В 1957 году, за семнадцать лет до изобретения Кубик Рубика, доктор Николс задумал головоломку из куба с шестью цветными гранями. Это был куб 2×2×2, собранный из восьми единичных кубов с магнитами на их внутренних гранях, что позволяло кубам вращаться группами по четыре на трёх осях. Цель головоломки состояла в том, чтобы смешать цвета на гранях куба, а затем восстановить их. После создания многих предварительных моделей в 1968 году был создан рабочий прототип, и 11 апреля 1972 года был опубликован патент США 3656501, описывающий куб Николса. Патент сосредоточился на головоломке 2×2×2, но упомянул о возможности более крупных версий. В 1985 году Окружной суд США постановил, что кубик Рубика нарушил патент Николса, но в 1986 году Апелляционный суд постановил, что только меньший карманный кубик 2×2×2 Рубика виновен в нарушении, а не вариант 3×3×3.
Патент «Куб-головоломка Николса» стал предметом судебного разбирательства между Николсом и его работодателем и компанией Ideal Toy Company.

### Аналоги куба
- Манипулируемая игрушка Уильяма O. Густафсона — патент США от 1960 года[8]
- Кубик Рубика — изобретённый в 1974 году[9][10][11]
- Сферическая головоломка 3×3×3 Фрэнка Фокса — британский патент от 1974 года[12]
- Магический куб 3×3×3 Терутоси Исигэ — японский патент от 1976 года[13][нет в источнике]
- WOWCube Ильи и Саввы Осиповых — российский патент от 2017 года[14][15][16]